# Чуричени
Чурѝчени или Чуричене е село в Югозападна България. То се намира в община Петрич, област Благоевград.

## География
Село Чуричени се намира в планински район. Разположено е в южните склонове на планината Огражден, в подножието на връх Куковски чукар.

## История
Селото се споменава в османски дефтер от 1570 година с днешното си име Чуричени. През същата година в него живеят 31 християнски домакинства.
През XIX век е чисто българско село, числящо се към Петричка кааза. В „Етнография на вилаетите Адрианопол, Монастир и Салоника“, издадена в Константинопол в 1878 година и отразяваща статистиката на населението от 1873 година, Чоришене (Tchorichené) е посочено като село с 85 домакинства с 334 жители българи.
Според статистиката на Васил Кънчов („Македония. Етнография и статистика“) от 1900 година село Чоричене е населявано от 720 жители, всички българи-християни. Според статистиката на секретаря на Българската екзархия Димитър Мишев („La Macédoine et sa Population Chrétienne“) в 1905 година населението на селото се състои от 944 българи екзархисти. В селото има 1 начално българско училище с 1 учител и 9 ученици.
При избухването на Балканската война през 1912 година десет души от селото са доброволци в Македоно-одринското опълчение.

## Население

### Етнически състав
Преброяване на населението през 2011 г.
Численост и дял на етническите групи според преброяването на населението през 2011 г.:
|                     | Численост |
| Общо                | 167       |
| Българи             | 163       |
| Турци               | -         |
| Цигани              | -         |
| Други               | -         |
| Не се самоопределят | -         |
| Неотговорили        | 4         |

## Известни личности
Родени в Чуричени
- Анго Костадинов (1831 – ?), български хайдутин и революционер, деец на ВМОК
- Анго Панов, доброволец в четата на Иван Атанасов – Инджето през Сръбско-българската война в 1885 година[8]
- Надка Голчева (р. 1952), българска баскетболистка
- Стоян Германов (р. 1937), български историк, доц. д-р, научен секретар на Македонския научен институт
- Тасе Панов, доброволец в четата на Иван Атанасов – Инджето през Сръбско-българската война в 1885 година[8]

Починали в Чуричени
- Стойко Бакалов (Бакалчето) (1872 – 1928), български революционер, войвода на ВМОК